# 復興貯蓄債券
復興貯蓄債券（ふっこうちょちくさいけん）は、復興貯蓄債券法（大正13年7月22日公布）によって日本勧業銀行から発行された債券である。

## 概要
日本勧業銀行は、復興貯蓄債券による収入金を大蔵省預金部に預け入れすべきものとされ、大蔵省預金部はその資金を震災地の復興および地方産業振興のため必要な用途に融通するものとされた（7条）。
債券は発行による収入金が2億円に達するまで、または大正13年7月22日から5年を経過するまで発行するものとされた（10条）。
債券は額面5円または10円、無記名式で、割引または利子据置の方法によって売り出され、発行翌年から20年以内に毎年2回以上抽籤で償還される。
償還には割増金（10円券最高3000円、5円券最高1500円）を付することが許された。